# 専門学校名古屋ビジュアルアーツ・アカデミー
専門学校名古屋ビジュアルアーツ・アカデミー（せんもんがっこうなごやビジュアルアーツ・アカデミー）は、愛知県名古屋市中区栄にある専門学校。通称「NVA」。学校法人21世紀アカデメイアが運営する。

## 概要
設置法人は学校法人21世紀アカデメイア。エンターテイメントとクリエイティブの総合校。職業実践専門課程認定校。

## 沿革
- 1964年 - 東京写真専門学院設立（現：専門学校東京ビジュアルアーツ・アカデミー）。
- 1968年 - 東京写真専門学院中日ビル校 設立[1]。
- 1977年 - 東京写真専門学校名古屋校に校名変更。専修学校認可[1]。
- 1994年 - 専門学校名古屋ビジュアルアーツに校名変更[1]。
- 2024年 - 専門学校名古屋ビジュアルアーツ・アカデミーに校名変更。

## 学科編成
- 音響学科
  - PAコース
  - 照明コース
  - イベント企画・制作コース
  - レコーディングエンジニアコース
  - 映像音響コース
  - サウンドクリエイターコース

- 映像学科
  - バラエティー番組コース
  - ドラマコース
  - ライブ・中継技術コース
  - 映画監督コース
  - 映画技術コース
  - 動画クリエイターコース
  - ミュージックビデオコース
  - 動画VFX・3DCGコース

- パフォーミングアーツ学科
  - 声優コース
  - 俳優・タレントコース
  - ダンサーコース
  - ダンスボーカルコース
  - ネットタレント・インフルエンサーコース

- ミュージシャン学科
  - ボーカルコース
  - ギターコース
  - ベースコース
  - ドラムコース
  - キーボードコース

- 写真学科
  - コマーシャルフォトコース
  - ライブフォトコース
  - ファッションフォトコース
  - スポーツフォトコース
  - 写真作家コース
  - ブライダル・営業写真コース
  - クリエイティブフォトコース

## 主な卒業生
- 宮嶋麻衣（女優）
- 秦義之（フォトグラファー）
- 濱健人（声優）
- 藍本あみ（声優）
- 横山緑（配信者）

## 特別顧問
- レスリー・キー - 写真家
- 森山大道 - 写真家
- 飯沢耕太郎 - 写真評論家
- 河瀬直美 - 映画監督

## 所在地
- 名古屋ビジュアルアーツ＜Adachi学園 1号館＞
  - 愛知県名古屋市中区栄4-16-23
- 名古屋ビジュアルアーツ＜Adachi学園 5号館＞
  - 愛知県名古屋市中区栄5-11-11

## アクセス
- 名古屋ビジュアルアーツ＜1号館＞
  - 名古屋市営地下鉄東山線・名城線栄駅 徒歩7分
  - 名古屋市営地下鉄名城線矢場町駅 徒歩8分
- 名古屋ビジュアルアーツ＜5号館＞
  - 名古屋市営地下鉄東山線・名城線栄駅 徒歩10分
  - 名古屋市営地下鉄名城線矢場町駅 徒歩5分